# Eesti Laul 2024
Der 16. Eesti Laul am 17. Februar 2024 war der estnische Vorentscheid für den Eurovision Song Contest 2024 in Malmö, Schweden. Mit dem Titel (Nendest) narkootikumidest ei tea me (küll) midagi gewannen 5miinust und Puuluup das Finale.

## Format

### Konzept
Der bisherige Produzent des Eesti Laul, Tomi Rahula, hatte sich im Vorfeld von dieser Position zurückgezogen. Das Konzept aus dem Vorjahr wurde erneut verändert. So gab es nur noch ein einzelnes Halbfinale, in dem 15 Beiträge teilgenommen und von diesen fünf für das Finale qualifiziert haben. Fünf weitere Titel wurden von der Jury direkt für das Finale ausgewählt, sodass dieses zehn Teilnehmer umfasste. Wie schon im Vorjahr wurden in der ersten Phase des Finales die Punkte je zur Hälfte durch eine Jury und ein Zuschauer-Televoting vergeben. Die drei Beiträge mit den meisten Punkten rückten in das Superfinale vor, in dem alleine die Zuschauerstimmen den Sieger ermittelten.

### Beitragswahl
Vom 15. September bis 23. Oktober 2023 konnten interessierte Künstler ihre Beiträge einreichen. Aus diesen Einreichungen wählte eine Fachjury die 20 Beiträge aus, die am Vorentscheid teilnehmen sollten. Die Jury bestand aus folgenden Personen:
| Kategorie                            | Name                | Anmerkung                                                   |
| ------------------------------------ | ------------------- | ----------------------------------------------------------- |
| Künstler                             | Ott Lepland         | Teilnehmer beim Eurovision Song Contest 2012                |
| Künstler                             | Maria Listra        |                                                             |
| Künstler                             | Hanna-Liina Võsa    |                                                             |
| Künstler                             | Elina Netšajeva     | Teilnehmerin beim Eurovision Song Contest 2018              |
| Künstler                             | Veronika Portsmuth  |                                                             |
| Künstler                             | Lauri Liiv          | Teilnehmer beim Eesti Laul 2022 (Als Teil von Black Velvet) |
| Künstler                             | Martin Trudnikov    |                                                             |
| Künstler                             | Anett Kulbin        | Teilnehmerin beim Eesti Laul 2023                           |
| Künstler                             | Yasmyn              |                                                             |
| Künstler                             | Riivo Kallasmaa     |                                                             |
| Künstler                             | Sten Hainoja        |                                                             |
| Autoren & Produzenten                | Bert Brikenfeldt    |                                                             |
| Autoren & Produzenten                | Priit Pajusaar      |                                                             |
| Autoren & Produzenten                | Heini Vaikmaa       | Teilnehmer beim Eesti Laul 2010                             |
| Autoren & Produzenten                | Maian-Anna Kärmas   | Komponistin des estnischen Beitrags 2001                    |
| Musiklehrer                          | Airi Liiva          |                                                             |
| Musiklehrer                          | Margot Suur         |                                                             |
| Musiklehrer                          | Ivi Rausi           |                                                             |
| TV & Radio                           | Koit Raudsepp       |                                                             |
| TV & Radio                           | Rauno Märks         |                                                             |
| TV & Radio                           | Andres Aljaste      |                                                             |
| TV & Radio                           | Robert Kõrvits      |                                                             |
| TV & Radio                           | Andres Panksepp     |                                                             |
| TV & Radio                           | Sten Teppan         |                                                             |
| TV & Radio                           | Pille Minev         |                                                             |
| TV & Radio                           | Andres Oja          |                                                             |
| TV & Radio                           | Martin Korjus       |                                                             |
| TV & Radio                           | Tarmo Krimm         |                                                             |
| TV & Radio                           | Magnus Müürsepp     |                                                             |
| TV & Radio                           | Owe Petersell       |                                                             |
| TV & Radio                           | Juhan Paadam        |                                                             |
| TV & Radio                           | Rein Fuks           |                                                             |
| Musikorganisationen                  | Vaiko Eplik         |                                                             |
| Musikorganisationen                  | Danel Pandre        |                                                             |
| Musikorganisationen                  | Ülar-Johannes Palm  |                                                             |
| Moderne Plattformen & Musikliebhaber | Raivo Oja           |                                                             |
| Moderne Plattformen & Musikliebhaber | Anna-Aurelia Kangur |                                                             |
| Moderne Plattformen & Musikliebhaber | Gerd Eston Sepp     |                                                             |
| Moderne Plattformen & Musikliebhaber | Evert Poom          |                                                             |
| Moderne Plattformen & Musikliebhaber | Jüri Nael           |                                                             |
| Moderne Plattformen & Musikliebhaber | Alice Aleksandrini  |                                                             |

### Moderation
Als Moderatoren wurden am 1. November 2023 Tõnis Niinemets und Grete Kuld vorgestellt.

## Teilnehmer
Die Teilnehmer, die im Halbfinale antreten sollten, wurden am 6. November 2023 in der Sendung Ringvaade vorgestellt, die übrigen fünf Teilnehmer am Tag darauf.

## Halbfinale
Das Halbfinale fand am 20. Januar 2024 statt. In einer ersten Runde vergaben eine Jury als auch die Zuschauer jeweils Punkte. Die drei besten Beiträge qualifizierten sich für das Finale. Anschließend fand eine weitere Abstimmungsrunde statt, in der alleine die Zuschauer über zwei weitere Finalbeiträge entschieden. Folgende Künstler nahmen teil:
| Rang (Runde 1) | Startnr. | Interpret                 | Lied Musik (M) und Text (T) | Sprache                      | Übersetzung (inoffiziell)                          | Jury (Runde 1) | Zuschauerstimmen | Zuschauerstimmen |
| Rang (Runde 1) | Startnr. | Interpret                 | Lied Musik (M) und Text (T) | Sprache                      | Übersetzung (inoffiziell)                          | Jury (Runde 1) | Runde 1          | Runde 2          |
| -------------- | -------- | ------------------------- | --- | ---------------------------- | -------------------------------------------------- | -------------- | ---------------- | ---------------- |
| 1              | 3        | OLLIE                     | My Friend M/T: Oliver Mazurtšak | Englisch                     | Mein Freund                                        | 242            | 3.242            | –                |
| 2              | 1        | 5miinust x Puuluup        | (Nendest) narkootikumidest ei tea me (küll) midagi M/T: Põhja Korea, Kohver, Lancelot, Päevakoer, Marko Veisson, Ramo Teder, Kim Wennerström | Estnisch                     | Über (diese) Drogen wissen wir (doch) nichts       | 218            | 6.794            | –                |
| 3              | 15       | Ewert and the Two Dragons | Hold Me Now M/T: Ewert Sundja, Erki Pärnoja, Ivo Etti, Kristjan Kallas                                                                       | Englisch                     | Halte mich jetzt fest                              | 295            | 802              | –                |
| 4              | 7        | Traffic                   | Wunderbar M/T: Stig Rästa, Silver Laas | Estnisch mit deutschem Titel | -                                                  | 242            | 983              | 1.278            |
| 5              | 8        | Ingmar                    | Dreaming M/T: Ingmar Erik Kiviloo | Englisch                     | Träumend                                           | 195            | 1.868            | 1.078            |
| 6              | 6        | Multikas & Ewert Sundja   | Oblivion M/T: Joosep Järvesaar, Hugo Martin Maasikas, Ewert Sundja                                                                           | Englisch                     | Vergessenheit                                      | 286            | 640              | 850              |
| 7              | 2        | INGA                      | No Dog On a Leash M/T: Inga Tislar, Markus Palo                                                                                              | Englisch                     | Kein Hund an der Leine                             | 269            | 640              | 435              |
| 8              | 10       | Laura                     | Here's Where I Draw the Line M/T: Laura Põldvere, Johannes Lõhmus                                                                            | Englisch                     | Hier ziehe ich die Grenze                          | 174            | 1.321            | 349              |
| 9              | 9        | Anet Vaikmaa              | Serotoniin M/T: Sven Lõhmus | Estnisch                     | Serotonin                                          | 170            | 892              | 1.864            |
| 10             | 14       | Cecilia                   | FOMO M/T: Cecilia-Martina Mägi, Sander Sadam, Liis Hainla                                                                                    | Englisch                     | Die Angst etwas zu verpassen (Fear of missing out) | 185            | 720              | 515              |
| 11             | 11       | Sofia Rubina              | Be Good M/T: Jason Hunter, Robert Stanley Montes, Renae Rain                                                                                 | Englisch                     | Sei gut                                            | 236            | 188              | 102              |
| 12             | 12       | Antsud                    | Vetevaim M/T: Aile Alveus, Antsud | Estnisch                     | Wassergeist                                        | 121            | 394              | 199              |
| 13             | 4        | YONNA                     | I Don't Know About You M/T: Johanna Eendra, Jakob Kaarma, Semjon Greef                                                                       | Englisch                     | Ich weiß nicht, wie es dir geht                    | 151            | 343              | 213              |
| 14             | 5        | Peter Põder               | Korra veel M/T: Peter Põder | Estnisch                     | Einmal noch                                        | 117            | 323              | 1.413            |
| 15             | 13       | Silver Jusilo             | Lately M/T: Silver Jusilo, Markus Palo | Englisch                     | Kürzlich                                           | 99             | 305              | 109              |

 Kandidat hat sich in Runde 1 für das Finale qualifiziert.
 Kandidat hat sich in Runde 2 für das Finale qualifiziert

## Finale
Das Finale fand am 17. Februar 2024 statt. Die drei bestplatzierten Beiträge qualifizierten sich für das Superfinale. Folgende Künstler nahmen teil:
| Rang | Startnr. | Interpret                 | Lied Musik (M) und Text (T) | Sprache  | Übersetzung (inoffiziell)                    | Jury   | Jury  | Zuschauer | Zuschauer | Zuschauer | Gesamt |
| Rang | Startnr. | Interpret                 | Lied Musik (M) und Text (T) | Sprache  | Übersetzung (inoffiziell)                    | Punkte | Platz | Stimmen   | Punkte    | Platz     | Gesamt |
| ---- | -------- | ------------------------- | --- | -------- | -------------------------------------------- | ------ | ----- | --------- | --------- | --------- | ------ |
| 1    | 5        | OLLIE                     | My Friend M/T: Oliver Mazurtšak | Englisch | Mein Freund                                  | 12     | 1     | 7.384     | 10        | 2         | 22     |
| 2    | 9        | 5miinust x Puuluup        | (Nendest) narkootikumidest ei tea me (küll) midagi M/T: Põhja Korea, Kohver, Lancelot, Päevakoer, Marko Veisson, Ramo Teder, Kim Wennerström | Estnisch | Über (diese) Drogen wissen wir (doch) nichts | 8      | 3     | 16.740    | 12        | 1         | 20     |
| 3    | 10       | Nele-Liis Vaiksoo         | Käte ümber jää M/T: Peter Põder, Allan Kasuk, Nele-Liis Vaiksoo, Marek Sadam                                                                 | Estnisch | Eis um deine Hände                           | 10     | 2     | 3.152     | 7         | 4         | 17     |
| 4    | 6        | Daniel Levi               | Over the Moon M/T: Daniel Levi Viinalass, Victor Crone, Vallo Kikas                                                                          | Englisch | Überglücklich                                | 5      | 6     | 4.040     | 8         | 3         | 13     |
| 5    | 4        | Anet Vaikmaa              | Serotoniin M/T: Sven Lõhmus | Estnisch | Serotonin                                    | 7      | 4     | 2.945     | 6         | 5         | 13     |
| 6    | 2        | Carlos Ukareda            | Never Growing Up M/T: Carlos Ukareda | Englisch | Niemals erwachsen werden                     | 6      | 5     | 634       | 2         | 9         | 8      |
| 7    | 3        | Ewert and the Two Dragons | Hold Me Now M/T: Ewert Sundja, Erki Pärnoja, Ivo Etti, Kristjan Kallas                                                                       | Englisch | Halte mich jetzt fest                        | 4      | 7     | 806       | 3         | 8         | 7      |
| 8    | 7        | Uudo Sepp & Sarah Murray  | Still Love M/T: Liis Hainla, Uudo Sepp, Joel Sundkvist, Aleksi Wiklund                                                                       | Englisch | Immer noch Liebe                             | 1      | 10    | 1.179     | 5         | 6         | 6      |
| 9    | 8        | Peter Põder               | Korra veel M/T: Peter Põder | Estnisch | Einmal noch                                  | 2      | 9     | 1.092     | 4         | 7         | 6      |
| 10   | 1        | Brother Apollo            | Bad Boy M/T: Erkki Sippel, Joseph Miettinen                                                                                                  | Englisch | Böser Junge                                  | 3      | 8     | 413       | 1         | 10        | 4      |

 Kandidat hat sich für das Superfinale qualifiziert.

### Juryvoting
Das Juryvoting wurde durch die folgenden neun Mitglieder einer internationalen Jury vollzogen. Jedes Jurymitglied vergab dabei einzeln Punkte, aus der abschließenden Rangliste wurden die Punkte der Jury ermittelt.
- Liam Clark
- William Lee Adams
- Annely Peebo
- Henkka Remes
- Julian Gutierrez
- Ole Tøpholm
- Thorunn Larusdottir
- Andrew Rogers
- Anna Sahlene

| Interpret                 | Lied                                               | Australien | Vereinigtes Konigreich | Osterreich | Finnland | Frankreich | Danemark | Island | Vereinigtes Konigreich | Schweden | Gesamt | Punkte |
| ------------------------- | -------------------------------------------------- | ---------- | ---------------------- | ---------- | -------- | ---------- | -------- | ------ | ---------------------- | -------- | ------ | ------ |
| OLLIE                     | My Friend                                          | 7          | 10                     | 8          | 10       | 10         | 12       | 3      | 4                      | 10       | 74     | 12     |
| Nele-Liis Vaiksoo         | Käte ümber jää                                     | 4          | 4                      | 10         | 2        | 5          | 8        | 12     | 12                     | 12       | 69     | 10     |
| 5miinust x Puuluup        | (Nendest) narkootikumidest ei tea me (küll) midagi | 10         | 12                     | 5          | 12       | 12         | 1        | 8      | 6                      | 1        | 67     | 8      |
| Anet Vaikmaa              | Serotoniin                                         | 8          | 8                      | 7          | 5        | 6          | 10       | 10     | 7                      | 2        | 63     | 7      |
| Carlos Ukareda            | Never Growing Up                                   | 12         | 6                      | 6          | 4        | 3          | 6        | 4      | 5                      | 8        | 54     | 6      |
| Daniel Levi               | Over the Moon                                      | 2          | 5                      | 12         | 6        | 7          | 4        | 2      | 1                      | 4        | 43     | 5      |
| Ewert and the Two Dragons | Hold Me Now                                        | 3          | 3                      | 2          | 3        | 8          | 2        | 5      | 10                     | 7        | 43     | 4      |
| Brother Apollo            | Bad Boy                                            | 5          | 7                      | 4          | 8        | 1          | 3        | 1      | 8                      | 6        | 43     | 3      |
| Peter Põder               | Korra veel                                         | 1          | 2                      | 1          | 7        | 2          | 5        | 7      | 3                      | 5        | 33     | 2      |
| Uudo Sepp & Sarah Murray  | Still Love                                         | 6          | 1                      | 3          | 1        | 4          | 7        | 6      | 2                      | 3        | 33     | 1      |

### Superfinale
Das Superfinale fand als zweiter Teil des Finales in Form eines reinen Televotings statt.
| Rang | Interpret          | Lied Musik (M) und Text (T) | Sprache  | Übersetzung (inoffiziell)                    | Stimmen |
| ---- | ------------------ | --- | -------- | -------------------------------------------- | ------- |
| 1    | 5miinust x Puuluup | (Nendest) narkootikumidest ei tea me (küll) midagi M/T: Põhja Korea, Kohver, Lancelot, Päevakoer, Marko Veisson, Ramo Teder, Kim Wennerström | Estnisch | Über (diese) Drogen wissen wir (doch) nichts | 26.422  |
| 2    | OLLIE              | My Friend M/T: Oliver Mazurtšak | Englisch | Mein Freund                                  | 12.494  |
| 3    | Nele-Liis Vaiksoo  | Käte ümber jää M/T: Peter Põder, Allan Kasuk, Nele-Liis Vaiksoo, Marek Sadam                                                                 | Estnisch | Eis um deine Hände                           | 5.014   |